# Euphorbia glabriflora
Euphorbia glabriflora är en törelväxtart som beskrevs av Roberto de Visiani. Euphorbia glabriflora ingår i släktet törlar, och familjen törelväxter. Inga underarter finns listade i Catalogue of Life.